# Lygromma valencianum
Lygromma valencianum är en spindelart som beskrevs av Simon 1893. Lygromma valencianum ingår i släktet Lygromma och familjen Prodidomidae.
Artens utbredningsområde är Venezuela. Inga underarter finns listade i Catalogue of Life.